# املا، مدهیا پرادش
املا، مدهیا پرادش (به انگلیسی: Amla, Madhya Pradesh) یک منطقهٔ مسکونی در هند است که در مادایا پرادش واقع شده‌است.

## خصوصیات
املا ۲۹٬۵۵۳ نفر جمعیت دارد و ۷۳۷ متر بالاتر از سطح دریا واقع شده‌است.